# William D. Emmons
Pour les articles homonymes, voir Emmons.
William D.Emmons (18 novembre 1924 - 8 décembre 2001) était un chimiste américain et a publié avec William S.Wadsworth une modification de la réaction de Wittig-Horner utilisant des carbanions stabilisés au phosphonate, maintenant appelée réaction de Horner-Wadsworth-Emmons ou Réaction HWE ou réaction de Horner-Wittig

## Vie personnelle
Emmons a étudié à l' Université du Minnesota et a servi dans le Pacifique pendant la Seconde Guerre mondiale et a évité d'être déployer pour la guerre de Corée en travaillant pour le Redstone Arsenal Research of Rohm and Haas où il a travaillé jusqu'à sa retraite en 1989.

## Travaux
Dans un travail entrepris en collaboration avec Arthur F. Ferris, Emmons a rapporté que l'acide trifluoropéracétique généré in situ était capable d'oxyder l' aniline en nitrobenzène,, une observation qui a été le précurseur des applications de ce peroxyacide comme agent oxydant en chimie organique . Emmons a ensuite discuté de la préparation de l'acide trifluoropéracétique  et de nombreuses applications du nouveau réactif, notamment:  oxydation des nitrosamines en nitramines ; les oxydations de Baeyer – Villiger des cétones en esters ; et la conversion d' alcènes en époxydes (en présence d'un tampon)  ou en glycols (sans le tampon).